# ザック・テスト
ザック・テスト（Zack Test、1989年10月13日 - ）は、アメリカ合衆国の元ラグビー選手。

## プロフィール
- アメリカ・カリフォルニア州レッドウッドシティ出身。
- ポジションはウィング(WTB)、フルバック(FB)。
- 身長 191cm、体重 86kg
- アメリカ代表通算キャップ数は7。
- ワールドカップ2015のアメリカ代表に選ばれた[1]。

## 略歴
2016年、リオ五輪の7人制アメリカ代表に選ばれた。
2018年、現役を引退した。